# Johannes Albertus Walter
Johannes Albertus Walter (Djombang, 7 oktober 1922 - Makkum, Wonseradeel, 6 juli 1944) was een Engelandvaarder, verzetsman en geheim agent.

## Jeugd
Johannes Albertus Walter was de zoon van de Nederlandse Johanna Frederika (van) Stokkum en de Indonesiër Thomas Albertus Gerrit Walter. Johannes Walter groeide op Java op.

## Militair
Walter diende bij de Koninklijke Marine van 1 januari 1942, totdat hij in Engeland aankwam (3 mei 1942). Daar werd hij ontheven van zijn marinetaken en getraind als radio-operator voor de RAF in Blackpool. Toen hij zijn opleiding had afgerond is hij ingedeeld bij het 320 Dutch Squadron RAF. Vervolgens is Walter in juni 1943 benaderd door SOE om als wireless operator mee te gaan met Kwint. Na zijn training bij SOE is Walter op 3 juli 1944 bevorderd tot tweede-luitenant.
Johannes Walter huwde in Engeland een jongedame met de voornaam Margaret. Zij was zwanger toen hij vertrok voor zijn missie in Nederland.

## Missie

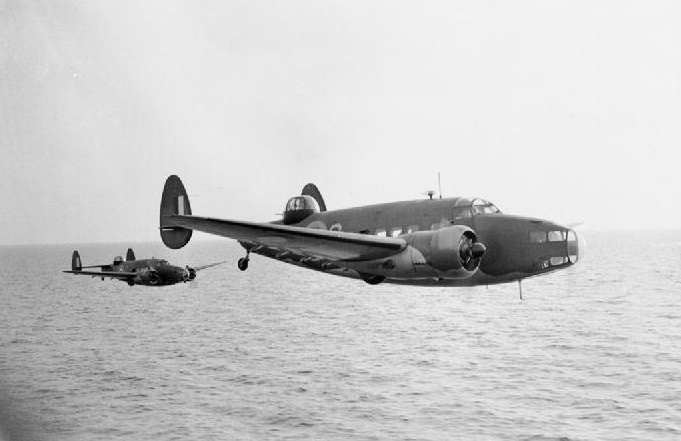
Hudsons boven de Noordzee

Voor zijn sabotage- en spionageactiviteiten in Duitsland vertrok Johannes Walter in de nacht van 5 op 6 juli samen met Pieter Kwint vanaf RAF Tempsford. Aan boord van de Hudson FK790 (MA-R) bevond zich een tweede SOE-team, bestaande uit de Nederlandse agenten Jan Bockma en Pleun Verhoef, dat namens BBO contact moest leggen met de Raad van Verzet. Zij zouden allen boven de dropping zone Appelsche heide bij Nijkerk worden geparachuteerd.
Het toestel van het 161 Squadron RAF werd gevlogen door de ervaren piloot flight lieutenant J.W. Menzies en zijn vaste bemanningsleden flight officer K.R. Bunney (navigator), sergeant E.M. Elliot (boordschutter) en sergeant D.J. Withers (radio-operator). De Lockheed Hudson vloog ongeveer 15 meter boven de Noordzee en kwam ter hoogte van Vlieland en Terschelling boven de Nederlandse Waddenzee. Om onduidelijke redenen heeft het toestel plots hoogte gewonnen en werd het van onderaf met een 20 mm-kanon beschoten door de boordschutter van een Messerschmitt Bf 110G-4 met 3 bemanningsleden. Dit Duitse jachtvliegtuig was na een alarmoproep tegen 0100 uur ter onderschepping opgestegen vanaf Fliegerhorst Leeuwarden.
De Hudson FK790 stortte vlak bij de afsluitdijk, zo’n 4 kilometer ten zuidwesten van Kornwerderzand, in het IJsselmeer neer. Geen van de inzittenden overleefde de crash.
De Duitse geheime diensten in Nederland wisten via een lek in het SOE-radioverkeer dat deze vlucht zou komen. Het toestel had pas mogen worden neergeschoten nadat de agenten waren geparachuteerd, zodat zij gevangen genomen zouden kunnen worden; maar dat bevel had de Duitse bemanning volgens de piloot, Feldwebel Lahmann, niet bereikt.

## Begrafenis inzittenden en berging toestel

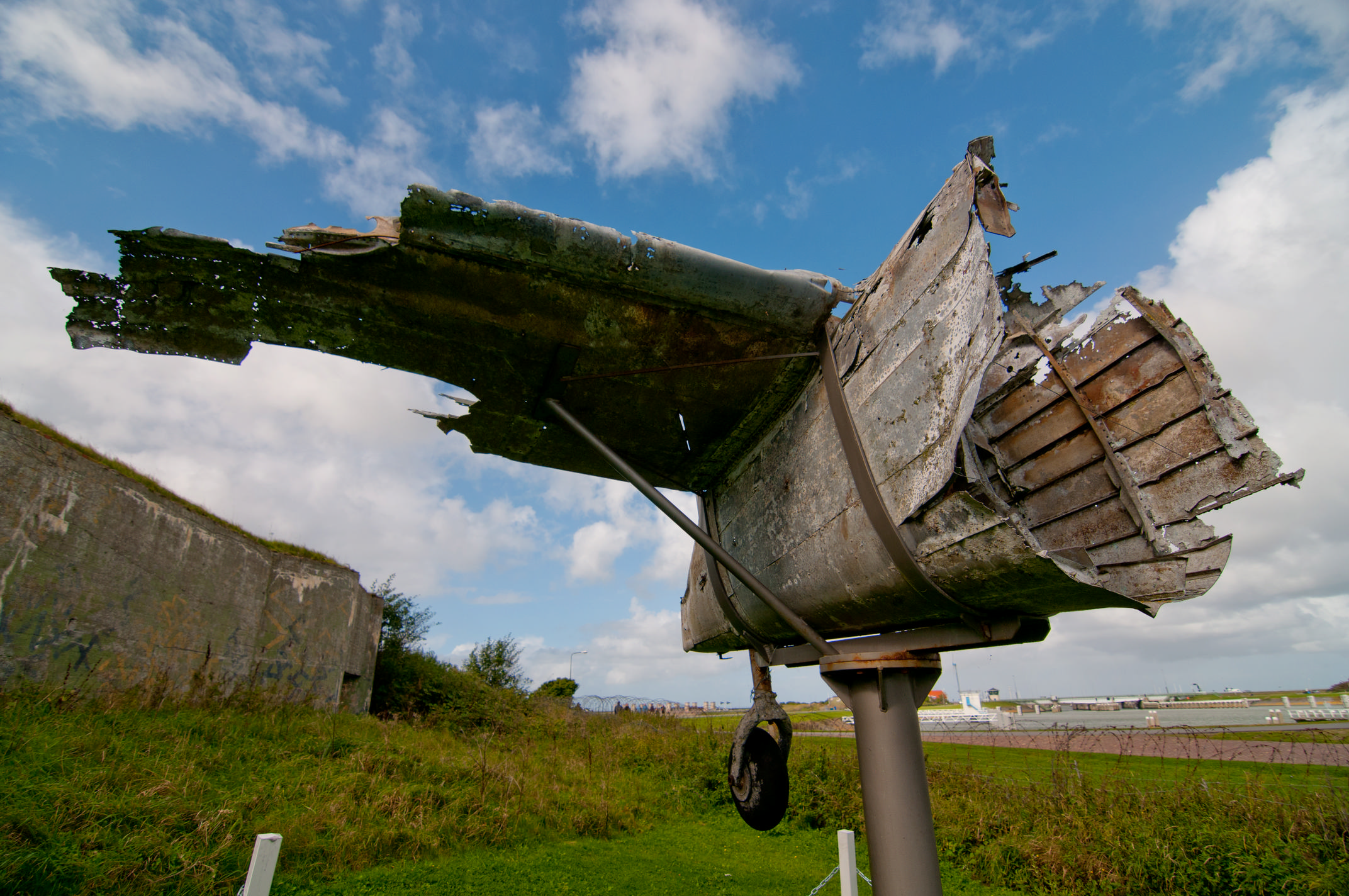
Het staartstuk van de geborgen Lockheed Hudson FK790

Zes bemanningsleden en SOE-agenten - waaronder Walter - werden in de dagen na de crash gevonden door vissers. Na onderzoek door een Duitse arts in het bijzijn van een Nederlandse politieagent die betrokken was bij het verzet zijn zij begraven bij de Nederlands Hervormde kerk in het nabijgelegen Makkum. In hun kleding en bagage zaten grote sommen Nederlands, Belgisch en Frans geld, one-time pads, een pistool, munitie en radiokristallen.
In 1997 heeft de Koninklijke Marine het toestel geborgen. In de cockpit werden de stoffelijke resten van de nog vermiste piloot John Menzies aangetroffen. Hij is in oktober 1998 bij de overige bemanningsleden begraven op de begraafplaats in Makkum.